# محافظة البرك
محافظة البرك وتسمى برك الغماد هي إحدى محافظات منطقة عسير على طريق الساحل الغربي جنوب غرب المملكة العربية السعودية وتقع ضمن إقليم تهامة على ساحل البحر الأحمر، وعلى مسافة تقدر بنحو 130 كم جنوب محافظة القنفذة. وتقع ضمنها حرة البرك التي سميت قديما حرة كنانة ثم حرة بني هلال.

## السكان
بلغ عدد سكان محافظة البرك (22,583) نسمة حسب تعداد السعودية 2022، عدد السعوديين (20,286) نسمة، وعدد غير السعوديين (2,297) نسمة.

## المراكز التابعة لها
يتبع البرك من المراكز:
- مركز عمق
- مركز ذهبان
- مركز المرصد

## التضاريس
البرك ذات طابع تضاريسي متنوع، فهي في أقصى الغرب تمتد طوال الشريط الساحلي وعلى مسافة تقدر بحوالي خمسون كيلو مترًا، حيث يغلب عليها وجود الصخور البركانية السوداء (الحرات)، وتمتد تلك الحرات إلى الشرق بطريقة غير منتظمة وعلى مسافة تقدر ما بين 10 كيلو مترات إلى أكثر من 30 كيلو مترا. حيث تلتقي في أقصى الشرق جبال تهامة المعروفة. ولطبيعتها الجبلية في الشرق فإن البرك توجد بها عدد من الأودية ومنها وادي ذهبان وهو من أكبر الأودية في المملكة العربية السعودية، ووادي راكه ووادي عمق، وغيرها من الأودية التي تليها في الأهمية كوادي المرّة ووادي دبسا.

## الشواطيء والجزر
- شاطئ النهود: شمال البرك بحوالي 5 كم.
- شاطئ المحاجي: شمال البرك بحوالي 18 كم يتميز بنظافة تربته ويعتبر موقعاً محبباً لمحبي رياضة الغوص حيث توجد به شعب مرجانية.
- شاطئ زهران: شمال البرك بحوالي 14 كم يتميز بأشجار المنحروف التي تحف الشاطئ.
- شاطئ العش: جنوب البرك بحوالي 10 كم عند مصب وادي الداهن وبه اشجار المنجروف ونقوش أثرية وكهوف في أعلى الجبل ويطل هذا الجبل على البحر مباشرة.
- شاطئ الحباك بذهبان: جنوب البرك بوالي 15 كم ويتميز برماله النظيفة وتشمل هذه الشواطئ أنشطة الهيئة العامة للسياحة والتراث الوطني من خلال مشروع عملاق لاستثمار الواجهات البحرية بأكثر من 8 مليارات.
- جزيرة حصر: تبعد حوالي 10 كم عن البرك و2 كم عن اليابسة وفيها غابات وطيور النورس وطيور أخرى محلياً تسمى (البحثة) حيث لها طريقة في وضع البيضة داخل حفر تشبه الخنادق في الأرض.
- جزيرة جبل ذهبان: وكانت هذه الجزيرة موطناً لأهل الإبل سابقاً للحماية.
- جزيرة موقط: تقع في منتصف البحر ومسافتها حوالي ساعة بالمركب البحري المتوسط.
- جزيرة الظهر: تبعد 30 كم عن الشاطئ وتتميز هذه الجزيرة بطيور تسمى (القران) ويضع هذا الطائر بيضه على شاطئ الجزيرة مباشرة ولايوجد بهذه الشواطئ أي سكان أو آثار لوجود سكان بها.

## الآثار
- جبل العش: وبه نقوش تعود إلى 400 سنة قبل بعثة النبي محمد بخط الممالك العربية الجنوبية القديمة خط المسند وتحمل أسماء أعلام وآلهة منها (عثتر، ذويهر، إيلاف) ولا زالت هذه النقوش واضحة في الجبل.
- مسجد أبي بكر الصديق من أبرز المعالم التاريخية في محافظة البِرك، وتبلغ مساحته 90 مترًا مربعًا، ويبعد عن الطريق الدولي حوالي 300 متر.[3]
- سور البرك الأثري: بني في أوائل عام 629 هـ ويتضح من خلال الزيارات الميدانية للقلاع والسور أنه رمم حيث يذكر بعض أهالي البرك من المعمرين أن الشيخ علي بن عبده رمم السور في عام 1325 هـ وتوجد على رأس الجبل قشلة وكانت عليها مدفعه لحماية البلدة قديماً وكانت إلى فترة قريبة تستخدم كتحية لضيف مرموق وكان آخرها إطلاق 21 طلقة من المدفع تحية لمقدم الملك سعود أثناء زيارته للبرك عام 1374 هـ وعند حافة هذا السور من الشمال توجد بحيرة تسمى الشراعة وهي تعد عرقلة لمن يحاول اقتحام السور.
- الحصن الأثري: يقع الحصن عند مصب وادي ذهبان على بعد 15 كم وطرازه يشبه أسلوب بناء سور البرك وموقعه يشرف على بساتين النخيل والمرفأ والطريق البري لمرور الحجاج والتجارة وقد دفن الجزء الغربي منه بسبب الرمال الزاحفة.[4]